# Metal Forth
Metal Forth es el quinto álbum de estudio de la banda japonesa Babymetal. El álbum estaba originalmente programado para su lanzamiento el 13 de junio de 2025, pero luego se retrasó varias veces hasta el 8 de agosto de 2025. Es el primer álbum de Babymetal lanzado por Capitol Records, después de que la banda firmará con el sello a principios de 2025.

## Lanzamiento y promoción
Metal Forth se anunció el 1 de abril de 2025. Es el primer álbum de Babymetal desde que firmó con Capitol Records. El título del álbum significa "más allá del metal". También es el primer álbum grabado con Momoko Okazaki desde que se unió a la banda en 2023.
Metal Forth incluye colaboraciones con numerosos artistas. Su carácter colaborativo marca una diferencia con respecto a los álbumes anteriores de la banda, ya que solo tres de sus temas carecen de artista invitado. También destaca por la diversidad de trayectorias de dichos artistas, incluyendo a Tom Morello, Polyphia y Poppy de Estados Unidos; Spiritbox de Canadá; Electric Callboy de Alemania; Bloodywood de India; y Slaughter to Prevail de Rusia. Está producido por Kobametal, el creador de la banda, junto con Jordan Fish de la banda inglesa Bring Me the Horizon, cuya canción de 2020, "Kingslayer", contó con la participación de Babymetal.

## Lista de canciones
| N.º | Título                              | Duración |  |
| 1.  | «From Me to U» (con Poppy)          | 3:25     |  |
| 2.  | «Ratatata» (con Electric Callboy)   | 3:37     |  |
| 3.  | «Song 3» (con Slaughter to Prevail) | 3:34     |  |
| 4.  | «Kon! Kon!» (con Bloodywood)        | 3:55     |  |
| 5.  | «KxAxWxAxIxI»                       | 2:36     |  |
| 6.  | «Sunset Kiss» (con Polyphia)        | 3:33     |  |
| 7.  | «My Queen» (con Spiritbox)          | 3:21     |  |
| 8.  | «Algorism»                          | 3:37     |  |
| 9.  | «Metali!!» (con Tom Morello)        | 3:28     |  |
| 10. | «White Flame -白炎-»                | 4:25     |  |

## Personal
Babymetal
- Su-metal - Voces
- Moametal - Voces
- Momometal - Voces

Músicos adicionales
- Poppy: Voz (pista 1).
- Jordan Fish: Guitarra (pista 1).
- Julian Gargiulo: Guitarra (pista 1).
- Stephen Harrison: Guitarra (pista 1).
- Electric Callboy: Actuación invitada (pista 2).
  - Kevin Ratajczak - Voces
  - Nico Sallach - Voces
  - Daniel Haniß - Guitarra principal
  - Pascal Schillo - Guitarra rítmica
  - Daniel Klossek - Bajo
  - David Friedrich - Batería
- Slaughter to Prevail: Actuación invitada (pista 3).
  - Alex Terrible - Voces
  - Jack Simmons - Guitarra principal
  - Dmitry Mamedov – guitarra rítmica
  - Mike Petrov – bajo
  - Evgeny Novikov – batería
- Bloodywood: Actuación invitada (pista 4).
  - Karan Katiyar - Voces
  - Raoul Kerr - Voces
  - Jayant Bhadula - Guitarra principal
- Polyphia: Actuación invitada (pista 6).
  - Scott LePage - Guitarra principal
  - Tim Henson - Guitarra principal
- Spiritbox: Actuación invitada (pista 7).
  - Courtney LaPlante - Voces
  - Mike Stringer - Guitarra principal
  - Josh Gilbert - Bajo
- Tom Morello: Guitarra (pista 9).